# Sprungzentrum Höhnhart
Das Sprungzentrum Höhnhart in Höhnhart im oberösterreichischen Innviertel besteht aus mehreren Skisprungschanzen. Zum Sprungzentrum gehören zwei kleinere Schanzen der Kategorien K 15, K 30 und eine mittlere Schanze der Kategorie K 55. Alle drei Schanzen sind mit Matten belegt. Am Moosberg existierten die Drei-Tannenschanze der Kategorien K 18, K 38 und K 44 und die waren nicht mit Matten belegt. 

## Geschichte

### Drei-Tannenschanze am Moosberg
Im Jahr 1948 wurde die Hühnersteige-Schanze und später die Goldbergschanze gebaut. Da ein größerer Schanzenkomplex nötig war, wurde am Moosberg die Schanze baulich errichtet. 1985 erfolgte ein Umbau. Seit 1990 existierten drei Schanzen im Skisprungkomplex. Dort wurde regelmäßig trainiert und Wettbewerbe ausgetragen. Die drei Schanzen sind abgerissen und wurden durch das neue Sprungzentrum im Jahr 2009 ersetzt.

### Sprungzentrum Höhnhart
Der erste Spatenstich zum neuen Skisprungzentrum erfolgte am 19. September 2007. Die Bauzeit betrug zwei Jahre, die Kosten ca. 1,6 Mio. Euro. Die Schanzeneröffnung fand vom 10. bis 12. Juli 2009 statt.

## Weblink
- Drei-Tannenschanze am Moosberg auf Skisprungschanzen.com
- Sprungzentrum Höhnhart auf Skisprungschanzen.com
- Offizielle Homepage